# بیابان زنده
بیابان زنده (انگلیسی: The Living Desert) فیلمی در ژانر مستند به کارگردانی جیمز آلگار است که در سال ۱۹۵۳ منتشر شد.